# Engelse Bulldog (spel)
Engelse Bulldog is een over het algemeen vrij ruig groepsspel.
De deelnemers staan allemaal, op één persoon na, aan dezelfde zijde van het speelveld. De overgebleven persoon staat in het midden van het veld.
Het spel begint met een van tevoren afgesproken signaal, bijvoorbeeld een fluitsignaal. Alle deelnemers die aan de zijkant van het veld stonden, proberen dan naar de overkant te rennen. De persoon in het midden probeert om de rennende medespelers tegen te houden en hen met hun schouders of rug tegen de grond te drukken, ofwel om ze 3 seconden op te tillen. Indien dat lukt, moet de gevangen persoon meehelpen de overige deelnemers te vangen. De winnaar is degene die tot het laatst overblijft.
Vooral als alle deelnemers jongens zijn, kan dit spel behoorlijk ruig gespeeld worden. De nodige blauwe plekken of verstuikte vingers zijn dan ook niet ongebruikelijk.